# Gravtjärnen (Karlanda socken, Värmland, 661129-129576)
Gravtjärnen är en sjö i Årjängs kommun i Värmland och ingår i Göta älvs huvudavrinningsområde. Sjön är 13,8 meter djup, har en yta på 0,154 kvadratkilometer och är belägen 200,2 meter över havet.

## Delavrinningsområde
Gravtjärnen ingår i det delavrinningsområde (661306-129444) som SMHI kallar för Mynnar i Rinnan. Medelhöjden är 241 meter över havet och ytan är 43,49 kvadratkilometer. Det finns inga avrinningsområden uppströms utan avrinningsområdet är högsta punkten. Rinnälven som avvattnar avrinningsområdet har biflödesordning 4, vilket innebär att vattnet flödar genom totalt 4 vattendrag innan det når havet efter 336 kilometer. Avrinningsområdet består mestadels av skog (77 procent) och sankmarker (12 procent). Avrinningsområdet har 1,94 kvadratkilometer vattenytor vilket ger det en sjöprocent på 4,5 procent.